# Medija, Zagorje ob Savi
Medija je naselje v Občini Zagorje ob Savi ob zgorjem toku potoka Medija.